# Section d'éducation et d'enseignement spécialisé
Pour les articles homonymes, voir IMP.
Les sections d'éducation et d'enseignement spécialisé (SEES), anciennement instituts médicopédagogiques (IMP) (les deux termes sont d'usage) sont des centres de soins et éducation spéciaux (enseignement et pratique) en France qui accueillent des enfants et adolescents handicapés de 3 à 14 ans, présentant une déficience à prédominance intellectuelle liée à des troubles neuropsychiatriques : troubles de la personnalité, moteurs et sensoriels, de la communication.

## Éducation
Une éducation spéciale est dispensée en tenant compte des aspects psychologiques et psychopathologiques et le cas échéant, des techniques de rééducation : orthophonie, psychomotricité, kinésithérapie. 
- l'éducation générale et pratique adaptée aux possibilités intellectuelles de chacun,
- une formation gestuelle pour développer l'habileté manuelle,
- une scolarité élémentaire selon les aptitudes de chacun.